# Иглица колхидская
И́глица колхи́дская (лат. Rúscus cólchicus) — многолетний полукустарник рода Иглица (Ruscus) подсемейства Нолиновые (Nolinoídeae) семейства Спаржевые (Asparagaceae). Встречается в Краснодарском крае в бассейнах рек Белой и Лабы и по Черноморскому побережью от района Туапсе до южной границы края. Кроме того, растёт в Грузии и в Северо-Восточной Турции.

## Внешний вид
Растение высотой 45—55 см. Стебли прямые, чаще всего без ягод. Побеги превращены в филлокладии, имеющие вид кожистых сидячих неопадающих пластинок с мелкими плёнчатыми шиловидными листьями. Филлокладии крупные, продолговатые, заострённые, нижние супротивные, верхние очередные. Цветки мелкие, расположены на нижней стороне филлокладия, в пазухе маленького ланцетного прицветника. Ягоды на ножке, крупные, красные, 8—10 мм в диаметре, двухсемянные. Цветки распускаются постепенно в течение осени и зимы, весной созревают съедобные ягоды.

## Экология
Является компонентом подлеска тёмно-хвойных, смешанных и лиственных лесов колхидского типа. Произрастает по ущельям на высоте до 2000 м над уровнем моря. Приурочен к глинистым, суглинистым, достаточно увлажнённым, содержащим известь почвам. Размножение семенное и вегетативное, возобновляется и растёт очень медленно. Цветки распускаются постепенно в течение осени и зимы; весной созревают плоды.

## Лимитирующие факторы
Массовый сбор растения для венков, букетов, веников, гирлянд; повреждения при рубках лесов, вытаптывание.

## Охрана
Растение культивируется в ботанических садах Бакуриани, Батуми, Краснодара, Омска, Сочи, Сухуми. Вид находится под угрозой исчезновения. Внесён в Красную книгу.